# Objeto (psicanálise)
Na psicanálise, um objeto é uma representação mental de um objeto externo. Assim, não se fala em investimento de energia psíquica ou catexia em relação a objetos externos, mas sim em relação a suas representações na mente do indivíduo. Em outras palavras, não se sente amor ou raiva de uma pessoa e sim do seu símbolo psíquico. A importância dessa diferença é que a libido não pode sair da mente para se fixar em coisas externas e que o símbolo mental sofre distorções conforme a percepção do indivíduo.